# Kunskapens träd, Västerås

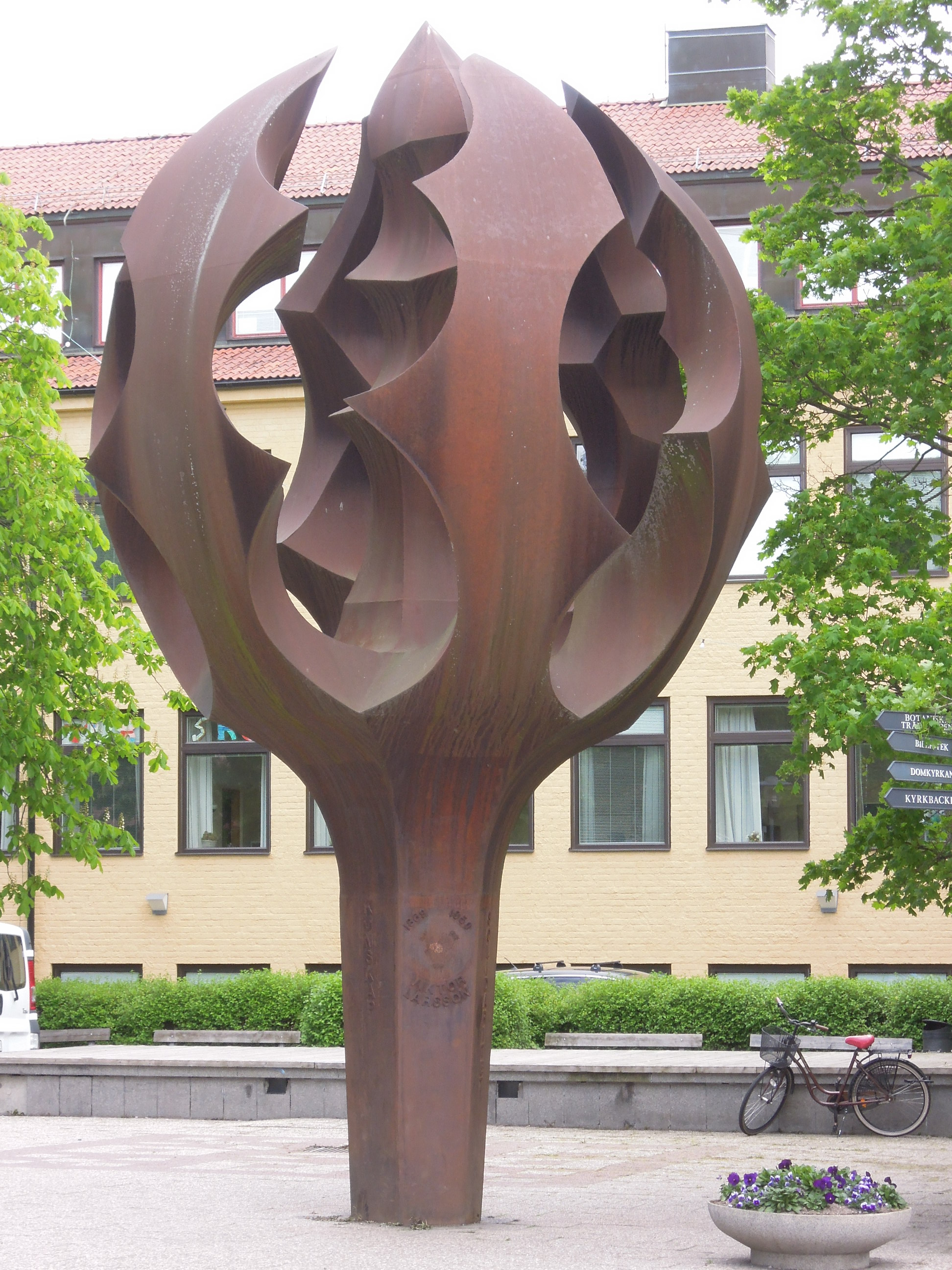
Kunskapens träd utanför Växhuset i Västerås

Kunskapens träd är en skulptur, som rests 1980 på Viktor Larssons plats i Västerås, skapad av Carl-Emil Berglin och tillverkad av Ulunda Smide. 
Materialet är cortenstål, vilket har egenskapen att den bildar en oxidhinna. Den rostfärgade ytan är beständig och får inga ytterligare korrosionsangrepp.